# 3美分银币
3美分银币（英語：或），是美国铸币局于1851至1872年间生产的一种流通硬币，1873年还生产过精制币版本。硬币由铸币局首席雕刻师詹姆斯·巴顿·朗埃克设计，在其他银质硬币纷纷遭囤积和熔融的年代仍然得到广泛流通，但在上述问题解决后就逐渐淡出市场。联邦国会之后通过1873年铸币法案将之废除。
加利福尼亚淘金潮开始后，大量黄金流入市场，白银相对黄金的价格上涨，许多美国银币因此外流或熔融。与此同时，美国的邮票费率从5美分下调至3美分，国会于是在1851年授权发行3美分银币，其中含银量调整为75%，而非传统上的90%。3美分银币是历史上第一种所含金属价值远不及面值的美国硬币，也是第一种没有法定支付上限的美国银币。硬币面世后流通率很高，直到1853年国会通过法案减轻包括3美分在内的所有银币重量，大幅减少囤积、熔融银币获取白银的情况后才改变这种情况，法案中还将3美分银币的含银量提高到90%。
其它面额银币回归市场流通后，3美分在市场上的流通率降低。随着内战爆发，美国经济陷入混乱，所有的金币和银币都受到囤积而从市场上消失。1865年，铸币局开始生产铜镍合金制成的3美分镍币，3美分银币产量此后大幅减少，于1873年中止发行。3美分系列银币的收藏面不广，在稀缺程度类似的美国硬币中属较为廉价的收藏品。

## 背景
美国铸币局从18世纪90年代就开始铸造银质硬币，但由于白银价格波动，这些硬币并非一直都在商品交易中流通。例如1834年时，半美元银币就可以在市场上加价1%出售。美国当时采用复本位制货币标准，国会虽然将白银相对黄金的价格略为抬高了一点，但由于有足够的墨西哥银圆流入，两种金属在美国的实际价格大抵平衡。
到了1849年初，美国境内流通的大部分银币都是西班牙雷亚尔，其中包括1雷亚尔和半雷亚尔两种面额，1雷亚尔相当于早期宾夕法尼亚州货币的10便士。两种银币在东部的流通价值相当于12美分和6美分，美国铸币局在接受这类硬币付款时要价会略高一点，但总体而言，交易过程中付款方的损失微不足道。1雷亚尔和半雷亚尔的面额在实际交易中比较方便，双方都无须使用美元分币来找零，当时美国的分币为铜制，尺寸较大，由于其中不含贵金属，因此政府拒绝将之列入法定货币。两种西班牙银元在美国西部的交易价格相当于银质角币和半角硬币，不过同美国的这两种硬币相比，西班牙银元中的含银量更高。

## 构想
受加利福尼亚淘金潮及其他因素的影响，大量黄金从1848年起涌入美国东部。到1849年时，黄金相对于白银的价格已经下滑。在这样的情况下，出口美国银币，熔融后将纯银售出，得到的钱再购买黄金，再用黄金购买更多美国银币就成了有利可图的营生。在这样的情况下，市场流通中不见了银元的踪影，这意味着流通货币面额出现大幅断层，2.5美元金币之下就只剩下半美元尺寸大小的铜质分币，但这种硬币又不具备法定支付能力，所以在全美大部分地区都不能使用。为了填补其中的巨大空缺，国会于1849年初授权发行1美元金币。市场上剩余的大部分小额零钱就是西班牙银元，但这种硬币的面额和购买力上都没有统一标准，容易引发分歧。这个时期的美国人普遍认为，硬币中所含的金属价值应该与其面额基本相等，但西班牙银元极易磨损，导致其内在价值降低。
1850年，纽约州联邦参议员丹尼尔·S·迪金森（Daniel S. Dickinson）提出法案，建议发行含银量为75%的3美分银币（此前的美国银币含银量都有90%）。他提议由政府出面用新币收兑西班牙银元，每8雷亚尔兑换1美元，高于当时的流通汇率。新银币的重量相当于角币的30%，但由于其含银量低，因此政府在之前的兑换中因西班牙银元磨损导致重量不足，以及汇率提高而承受的损失都可以得到补偿。之所以选择3美分是因为1雷亚尔通常可以当作12美分使用，3美分就可以与相当于12美分和6美分的西班牙银币相互配合。但是，联邦众议院当时考虑的是另一套方案，首先将西班牙银元贬值到每雷亚尔兑10美分，然后发行含银量为90%的20美分硬币方便收兑。钱币学家尼尔·卡罗瑟斯（Neil Carothers）曾发表过有关小额美国货币的著作，书中认为，联邦众议院的方案只会令西班牙硬币继续流通，所有的20美分硬币都会被囤积或熔融。国会在1850年没有通过相关法案，所以美国银币仍在继续外流。
1851年1月，国会开始考虑将邮票资率从5美分下调到3美分，给3美分硬币的诞生带来机遇。众议院筹款委员会主席塞缪尔·温顿（Samuel Vinton）曾于1849年致信铸币局局长罗伯特·帕特森（Robert M. Patterson），称委员会正在考虑降低邮资，并提议发行3美分硬币。虽然国会这年并没有采取任何行动，但帕特森还是安排铸币局准备多种实验性图案币。众议院筹款委员会于1851年提出的法案中包含迪金森建议的3美分硬币，还建议将新币的法定支付上限设在30美分。1851年1月13日，联邦众议院对法案展开辩论，纽约州议员威廉·杜尔（William Duer）表示，硬币和邮资应该定在2.5美分为妥，同样来自纽约州的奥萨姆斯·马特森（Orsamus Matteson）为此提出修正案。但这项修正案及议员提出的其它改动都未获通过，迪金森还在参议院提议恢复用新币替换部分西班牙银币的规定，但同样未获批准。法案经两院通过后，于1851年经总统米勒德·菲尔莫尔签署为法律。
卡罗瑟斯指出，这项立法授权发行的美国银币所含金属价值远不及面值，在这美国历史上还是头一遭：
这项几乎已被人遗忘的法规是美国货币史上最具影响的措施之一。此前的60年里，国会没有接受任何信托形式的银币授权，这次终于同意发行旨在辅助邮政业务的辅币，完全没有意识到此举相当于在把白银降级成下级货币原料方面迈出了第一步。这种新币是美国历史上第一种没有法定支付上限的银币。这项似乎不切实际的法律通过之时，全国所有的银质货币都在外流，从略显琐细的角度上来说，正是这道法律开创了辅助货币的先河。

## 准备

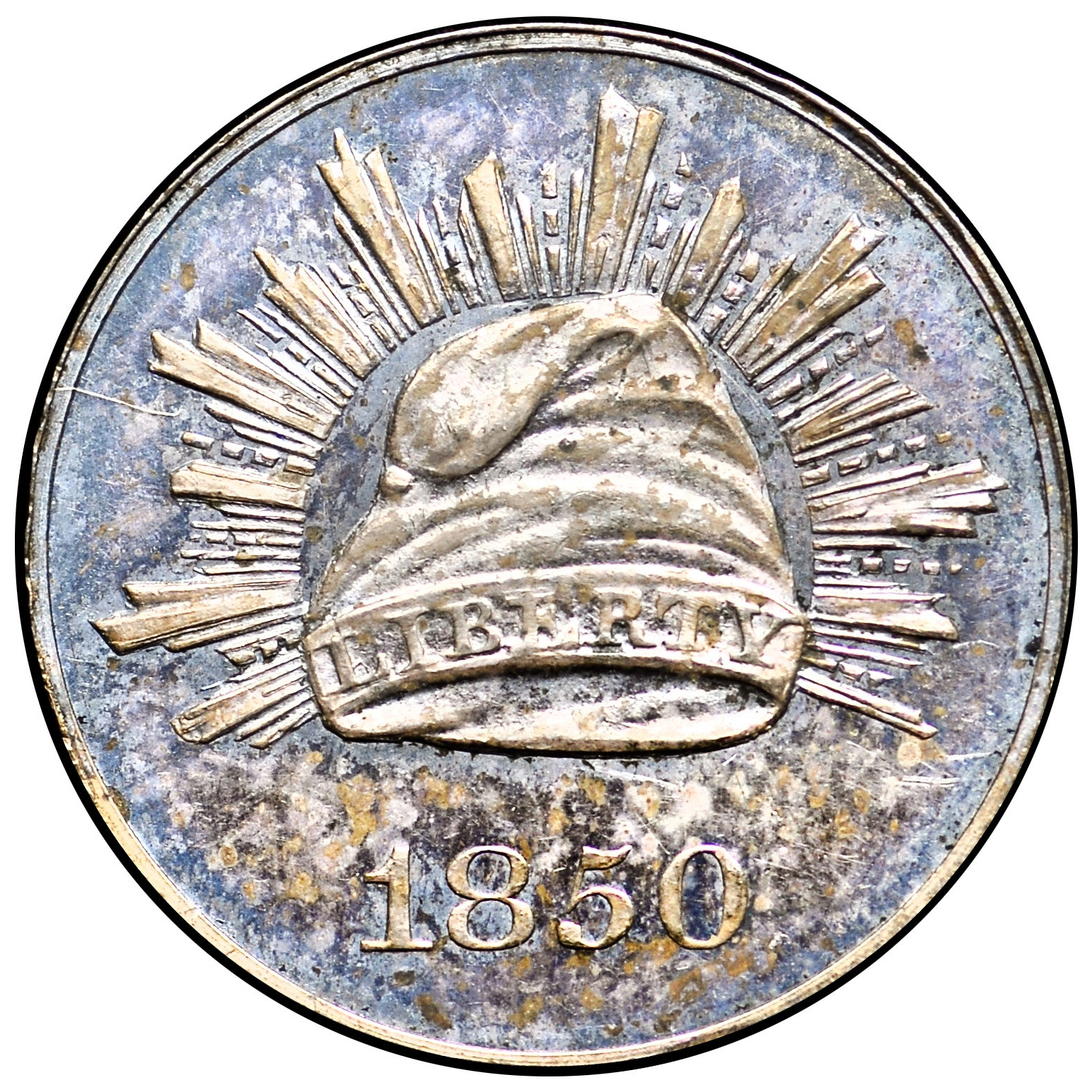
根据富兰克林·皮尔设计方案制作的图案币

1849年打造出多种图案币后，费城铸币局继续试制3美分硬币。当时铸币局首席铸币员富兰克林·皮尔和首席雕刻师詹姆斯·巴顿·朗埃克不和，两人都准备了设计方案。皮尔根据已故上任首席雕刻师克里斯蒂安·戈布雷希特（Christian Gobrecht）1836年的一套方案设计出以自由帽为主题的硬币正面。朗埃克的方案则同最终发行的银币很相似。
1851年3月2日，国会通过法案前一天，朗埃克在得到帕特森不情不愿的许可（帕特森是皮尔的盟友）后将多枚3美分硬币样本寄交财政部长托马斯·科温，还附有信件解释样本上的符号含义。帕特森更喜欢皮尔的方案，但由于朗埃克设计的浮雕更低，易于生产，所以推荐朗埃克的方案。3月7日，帕特森致信科温，称3美分的含银量如果达到90%，就会遭到囤积，但如降至75%，那么其金属价值就只有2.5美分，铸币局也就可以通过打造新币的铸币税获利。他还建议让新奥尔良铸币局也加入铸造新币的行列。
根据1837年铸币法案的规定，硬币金属模具的制造由首席雕刻师负责，但皮尔还是自行准备了模具，并试制了几枚样币。帕特森于1851年3月25日将两人准备的图案币都寄送科温，并建议选择朗埃克的设计。次日，代理财政部长威廉·霍奇（William L. Hodge）批准朗埃克的方案。帕特森预计新币会有很大的市场需求，所以觉得最好是在正式发行前先累积50万枚库存。

## 设计
艺术史学家科尼利厄斯·弗缪尔（Cornelius Vermeule）在以美国硬币和奖章为主题的著作中表示，3美分银币是历史上最难看的美国硬币之一，只是其“精致的做工尚有可取之处”。国会在授权发行3美分银币的法案中规定，新币的设计必须与其它银币和1美元金币有所区别。1851年3月2日，朗埃克在给科温的信中这样写道：
这么小的硬币如果要显眼，其设计必须简单，不能太过复杂。为此，我选择一颗星（国徽上的要素之一）放在硬币正面的正中，星星上还有代表联邦的盾牌，周围则是年份和法律规定的刻字。对于硬币背面，我设计的是装饰性的字母，里面是罗马数字，最外围有13颗星环绕。
1854年，3美分银币的含银量提高到90%，朗埃克的原有设计（称为“一类”）也做出调整，以便人们更易区别。二类和三类硬币的背面完全相同，与一类相比，罗马数字上方增加了代表和平的橄榄枝，下方则加上代表战争的三支箭。二类和三类的区别在于正面。

## 生产

### 一类（1851至1853年）

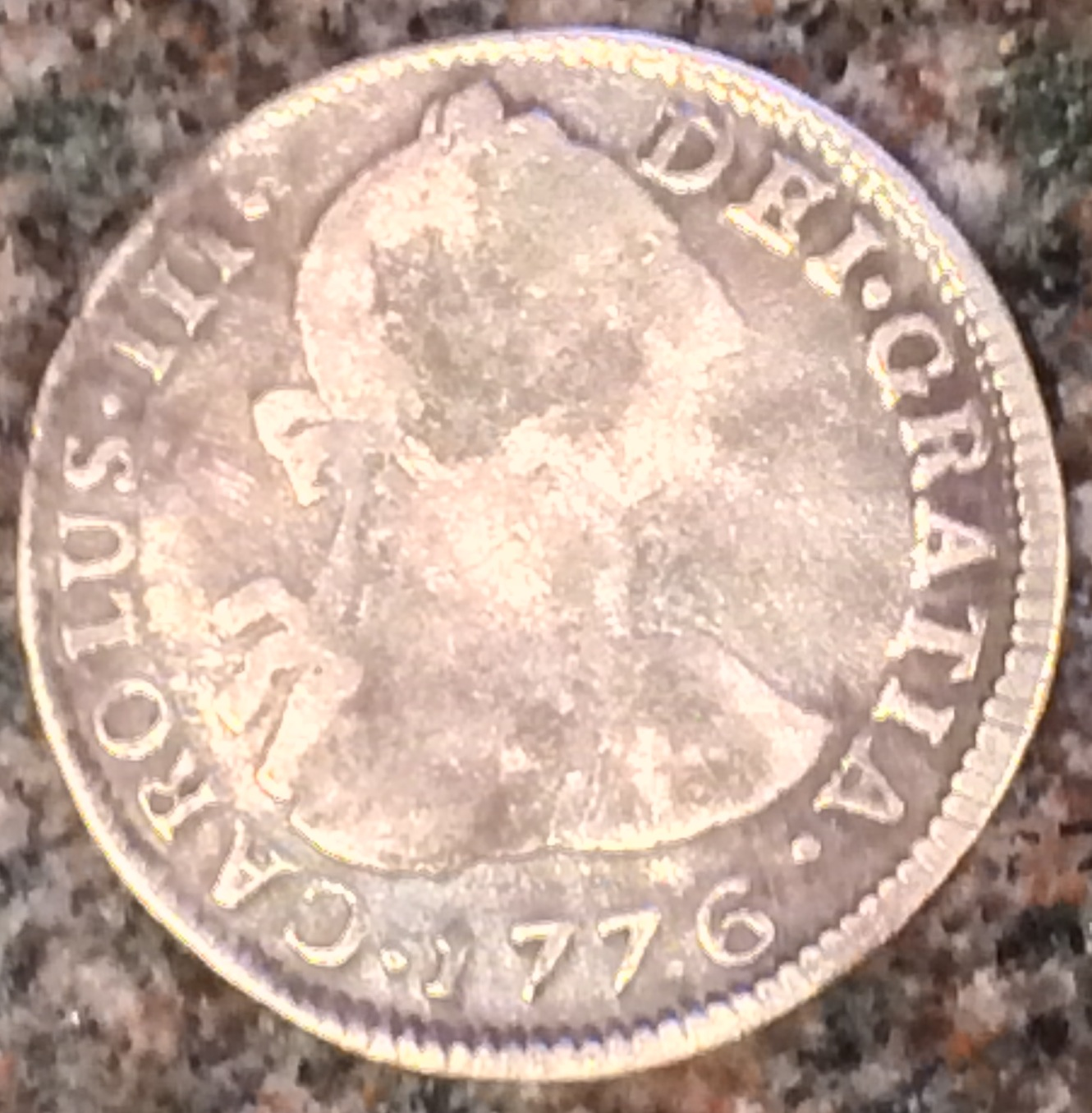
面额为2雷亚尔的西班牙殖民银元，产自波托西铸币局（今属玻利维亚）。

据钱币史学家沃尔特·布林（Walter Breen）记载：“新3美分硬币产量很高，立即就进入市场流通并一直保持”。硬币尺寸太小，给实际生产带来困难，但费城铸币局单在1851年就生产出544万6400枚，新奥尔良也有72万枚，其中后72万枚也是唯一一批不是在费城打造的3美分银币。新币直接运至邮局用于购买邮票。铸币局官员没有同意让公众直接从铸币局购买新硬币，建议众人向财政部仓储部门求购。
银币尺寸太小，被戏称为“鱼鳞”，这样小的尺寸也导致它们极易丢失，因此很不讨喜。铸币局用新币兑换了部分西班牙银元，但大部分外国硬币仍在流通。国会之后直到1857年才通过法案剥夺西班牙银元的法偿地位，但还是可以兑换成飞鹰1美分硬币。用1美元金币购买小额商品的顾客可能会收到15枚左右的3美分银币，剩下的部分则是磨损严重的西班牙雷亚尔或其它小额银币作为找赎。费城某报纸因此发文嘲讽这种现象，称商家不得不拿满满一马勺的3美分硬币才能换到一张5美元钞票。
1852年，美国银币继续外流，3美分银币产量创下历史最高，1866万3500枚全部是在费城打造。这个数字超过该局1852年生产的其它所有银币总和。由于3美分到1美元金币之间没有其它面额的美国硬币流通，商品交易一直存在混乱，铸币局官员和国会议员于1852年商讨减轻5美分和半美元银币的重量。1853年2月21日及3月3日，国会分别通过法案，授权减轻多种银币重量，只有1美元银元例外。3美分银币的重量从0.8克降至0.75克，但含银率提高到90%。其它减重的银币都将法定支付上限定在5美元，但3美分的法定支付上限则是30美分。卡罗瑟斯对此认为：“国会大概是意识到，3美分硬币充其量也就是个错位面额，所以干脆定个不和谐的法定支付上限。”根据这些国会法案的要求，一类3美分银币于1853年3月31日停产。银币重量上的变化缓和了设计调整及含银量提高可能导致的问题，新币得以顺利流通，没有遭到囤积。

### 二类（1854至1858年）
将3美分银币的含银率提高到90%之举旨在令西班牙银币退出市场流通。朗埃克对3美分银币的两面都做了调整，正面的六角星外围轮廓变为三层，背面则新增橄榄枝和箭。其它面额不到1美元的银币也有类似调整，以便与老版本区分。由于市场更急需包括25美分在内的其它面额，因此朗埃克到最后才调整3美分的设计，直到1853年末才完成更改。新任财政部长詹姆斯·格思里于11月10日批准这些调整。
铸币局从1854年开始生产小批量3美分精制币，并且显然是和其它银质精制币成套销售。在铸币局局长詹姆斯·罗斯·斯诺登（James Ross Snowden）的推动下，精制币套装从1858年开始向公众销售。
1853年的法案中禁止铸币局直接从公众手中购买白银。由于银元的重量与价值紧密相关，所以这一禁令的实际效果导致铸币局缺乏足够的白银来铸造硬币。法案也没有许可公众将银锭存入铸币局，再取回这些白银打造的3至50美分面额银币，这又使得美国货币体系回复到金本位。不过，虽然有法规限制，但斯诺登还是安排铸币局于1853至1854年以总体高于市场的固定价格买下大量银锭，再打造成硬币。由于银币的法定支付上限只有5美元，而且也不能兑换成黄金，因此商品交易中的银币出现过剩，并且这种过剩会一直持续到1862年，导致19世纪50年代中期铸币局生产的银币数量偏低，3美分也不例外。二类3美分银币产量最高的年份是1858，费城铸币局这年一共生产有160万3700枚3美分流通银币。

### 三类（1859至1873年）
布林在著作中认为，由于大部分二类3美分银币出产品相不佳，斯诺登曾于1858年要求朗埃克调整设计、改善品质，只是没有任何现存文献能够支撑这一说法。朗埃克所做的更变包括去除正面六角星的一层轮廓线条，缩小刻字字号，并且字符间距也更为均匀。布林指出，朗埃克在做这些变更的过程中很可能得到助理雕刻师安东尼·帕奎特（Anthony C. Paquet）的协助，这些刻字的风格也受到帕奎特的影响。所有变更都是针对硬币正面，背面没有更改。
内战爆发导致美国经济陷入混乱，价值完全由政府而非黄金担保的绿钞应运而生，到1862年中期，全美大部分地区的商品交易中已经没有金币和银币的参与，人们只能用辅币和邮票权宜。3美分银币从流通中消失的时间晚于其它银币，这显然是因为当时公众还以为这些硬币中的含银量仍然只有75%，但到了1862年秋，3美分银币也开始被大量囤积。由于铸币局生产的硬币也不会进入流通，因此3美分银币的产量大幅下跌，从1862年的34万3000枚降至1863年的2万1000枚，并且接下来的十余年生产周期里，只有1866年以2万2000枚超越过1863年的产量。1863年3月，财政部长萨蒙·蔡斯在信中称，3美分银币已经完全从市场流通中消失，建议改用铝来制币，避免囤积。
1864年，国会开始致力于恢复联邦硬币流通，先是授权发行铜质2美分硬币，再于次年授权发行3美分铜镍合金币。1866年，国会又通过法案授权发行铜镍合金质地的5美分硬币，之后人称“镍币”。这样，3美分银币被贱金属币取代，所以其它银币的产量从1868年开始回升之时，3美分却没有跟进。从1867年起直至停产，3美分银币的年产量仅有数千枚。
1870年，财政部长乔治·S·鲍特韦尔向国会递交法案草案，建议取消过时的1837年铸币法案及其后多年里有关美国铸币局和硬币生产的多道立法。虽然部分国会议员打算保留3美分银币，还计划取消其法定支付上限，但即便是在法案草案中也只字未提这种硬币。经过长时间的讨论，总统尤利西斯·辛普森·格兰特于这年2月12日签署1873年铸币法案。该法废除了2美分硬币、3美分银币、半角硬币和标准银元（标准银元于1878年恢复）。卡罗瑟斯指出，废除银质3美分和5美分属于必要之举，因为只有这样才能在银币恢复后继续保持3美分和5美分镍币的生产和流通。布林认为，3美分和5美分银币会直接与两种铜镍合金币竞争，取消这两种银币是受到企业家约瑟夫·沃顿（Joseph Wharton）利益集团的影响，沃顿当时几乎垄断了整个美国的镍矿开采，大部分用来生产硬币的镍都是他卖给政府的。钱币学家··朱利安（R.W. Julian）称，3美分银币“已经在美国货币体系中发挥了良好的作用，但现在已经没有什么地方再用得着它了”。

## 余波
3美分银币的产量很高，在财政部累积下大批库存，1863年开始出产的大部分银币都是如此，经过多年积压，在国会废除后熔融处理。3美分镍币走上银币前辈开拓的道路，但经过多年的小量产出，市场受众日益萎缩的3美分镍币也于1890年9月26日和1美元、3美元金币一起被国会法案废除。
1965年铸币法案恢复了历史上所有美国硬币和纸币的法偿地位，并且取消一切公私交易中的法定支付上限。但这个时候，3美分硬币已经退出市场流通大半个世纪。

## 收藏
凯文·弗林（Kevin Flynn）和温斯顿·扎克（Winston Zack）在有关3美分银币的著作中指出，由于有兴趣收藏3美分银币的人较少，因此与产量接近的其他硬币相比，其价格往往偏低。根据理查德·约曼（Richard S. Yeoman）2015年版的《美国钱币指南手册》（A Guide Book of United States Coins），3美分银币系列中以1858年以前的精制币版本价格最高，其中领跑的1854年版售价3万5000美元。书中没有列出1851年版精制币，这种版本已知尚存的仅有1枚，于2012年以17万2500美元价格成交， 曾是路易斯·艾利亚斯伯格（Louis Eliasberg）的收藏品。弗林和扎克认为，这枚银币是当年代理财政部长霍奇检视后批准朗埃克设计方案的样币，因为没有任何纪录表明这枚样币有送回费城铸币局。
1873年版精制币是3美分银币系列的绝唱，《美国钱币指南手册》上列出的价格在825至2000美元之间，具体视成色而定。这年生产的大部分硬币上的数字“3”都是“闭合3”（或），有批评称这些“3”的圆弧过于合拢，看起来近似“8”，所以模具做了调整，将圆弧间隔加大，新版币人称“开放3”（Open 3）。不过，3美分银币只存在闭合3版本。流通币方面，约曼的指南手册中列出的最高价为1868年版，成色在谢尔顿硬币分级标准中属几乎原始状态的“-66”的这种版本要价1万1000美元。
约曼的指南手册上将绝大多数存在磨损、成色仅有-4、出产年份在1863年前的3美分银币价格定在27美元，但1855年版和1851年新奥尔良铸币局版（1851-）例外，分别售价38和40美元。从1863年起出产的3美分硬币中，如果流通币的成色达到几乎未流通过的-63级别，其要价就可以高于精制币。但在国会通过法案废除3美分银币系列后，这些硬币中大部分都被铸币局熔毁。

## 产量和种类
铸造标记位于硬币背面的罗马数字右侧，将字母的封口挡住。
- 费城铸币局生产的没有铸造标记
- 新奥尔良铸币局只在1851年生产，铸造标记为字母

| 年份 | 铸造标记 | 精制币数 | 流通币数   |
| ---- | -------- | -------- | ---------- |
| 1851 |          |          | 5,447,400  |
| 1851 |          |          | 720,000    |
| 1852 |          |          | 18,663,500 |
| 1853 |          |          | 11,400,000 |
| 1854 |          |          | 671,000    |
| 1855 |          |          | 139,000    |
| 1856 |          |          | 1,458,000  |
| 1857 |          |          | 1,042,000  |
| 1858 |          | 210      | 1,603,700  |
| 1859 |          | 800      | 364,200    |
| 1860 |          | 1,000    | 286,000    |
| 1861 |          | 1,000    | 497,000    |
| 1862 |          | 550      | 343,000    |
| 1863 |          | 460      | 21,000     |
| 1864 |          | 470      | 12,000     |
| 1865 |          | 500      | 8,000      |
| 1866 |          | 725      | 22,000     |
| 1867 |          | 625      | 4,000      |
| 1868 |          | 600      | 3,500      |
| 1869 |          | 600      | 4,500      |
| 1870 |          | 1,000    | 3,000      |
| 1871 |          | 960      | 3,400      |
| 1872 |          | 950      | 1,000      |
| 1873 |          | 600      |            |

### 脚注
1. 1 2  Taxay，第217–218頁.
2. ↑  Taxay，第217 n.3頁.
3. 1 2  Carothers，第102–105頁.
4. ↑  Carothers，第106–107頁.
5. 1 2 3  Flynn & Zack，第7頁.
6. 1 2  Julian，第53頁.
7. ↑  Carothers，第107–108頁.
8. ↑  Taxay，第218–219頁.
9. ↑  Carothers，第108頁.
10. 1 2 3  Breen，第271頁.
11. ↑  Taxay，第219–220頁.
12. 1 2  Carothers，第109頁.
13. ↑  Vermeule，第191頁.
14. ↑  Bureau of the Mint，第38頁.
15. ↑  Flynn & Zack，第155頁.
16. ↑  Flynn & Zack，第5, 9頁.
17. 1 2 3  Flynn & Zack，第8頁.
18. ↑  Carothers，第111–112頁.
19. ↑  Flynn & Zack，第8–9頁.
20. ↑  Carothers，第122–123頁.
21. ↑  Carothers，第123頁.
22. ↑  Goldstein，第14頁.
23. 1 2 3 4  Flynn & Zack，第9頁.
24. ↑  Carothers，第129–136頁.
25. ↑  Yeoman，第579頁.
26. ↑  Breen，第273頁.
27. ↑  Carothers，第156–158頁.
28. 1 2  Julian，第54頁.
29. ↑  Yeoman，第579–581頁.
30. 1 2 3  Flynn & Zack，第10頁.
31. ↑  Bureau of the Mint，第48–49頁.
32. 1 2  Yeoman，第580–581頁.
33. ↑  Carothers，第226–236頁.
34. ↑  Breen，第295頁.
35. ↑  Yeoman，第575頁.
36. ↑  Goldstein，第18頁.
37. ↑  Breen，第243頁.
38. ↑  Flynn & Zack，第5頁.
39. 1 2 3 4  Yeoman，第578–581頁.
40. ↑  Flynn & Zack，第138頁.
41. ↑  PCGS.
42. ↑  Flynn & Zack，第52頁.
43. ↑  Flynn & Zack，第17頁.